# Massa'ot James Be'eretz Hakodesh
Massa'ot James Be'eretz Hakodesh (hebreu: מסעות ג'יימס בארץ הקודש‎), comercialitzada internacionalment com James' Journey to Jerusalem, és una pel·lícula israeliana del 2003 dirigida per Ra'anan Alexandrowicz i produïda per Renen Schorr.

## Argument
La història se centra en un adolescent africà anomenat James (Siyabonga Melongisi Shibe), que va en pelegrinació a Terra Santa en nom del seu poble. En arribar a Israel, se sospita que James és un treballador estranger il·legal i, com a resultat, és arrestat. Shimi (Salim Daw), un contractista de treballadors estrangers, l'allibera sota fiança per treballar amb ell. Després que en James li expliqui que no va viatjar a Israel per treballar, en Shimi li aclareix que com que va pagar el seu alliberament, en James ara li deu. Per tant, James es veu obligat a interrompre el seu viatge i començar a treballar per a Shimi.
Shimi intenta obtenir beneficis a costa d'en James i el fa treballar també per a altres persones. La dona de Shimi el veu com una mena de diversió.
Salah, el pare de Shimi, aviat descobreix que en James té una sort excepcional de tirar daus i decideix explotar-ho per guanyar en jocs de backgammon contra els seus amics. James espera pagar el seu deute amb Shimi perquè finalment pugui arribar a Jerusalem, però a mesura que passa el temps aprèn a comportar-se amb els locals. Salah no para de dir a James, de bon cor i ingenu, "No siguis un frayer (ximple)", i finalment James deixa de ser-ho: comença a gestionar els seus amics treballadors estrangers, i aviat es converteix ell mateix en un contractista de mà d'obra barata , igual que Shimi. James es compra roba bonica, un telèfon mòbil i un televisor. Com a resultat, s'oblida del pelegrinatge.
Finalment, James recorda el motiu original pel qual va arribar a Israel, però ja és massa tard: és arrestat per la policia d'immigració i traslladat a una presó israeliana. La presó es troba al Complex rus a Jerusalem, i mentre està emmanillat, James finalment arriba a veure la ciutat per la qual el seu poble prega.

## Producció
Alexandrowicz va dir que la trama es va inspirar en la història real d'un home nigerià que coneixia, que va arribar a Israel amb una visa de turista i es va convertir en un treballador il·legal. Va canviar la nacionalitat de James per Zulu amb la intenció que James fos del lloc més allunyat dels valors culturals occidentals. En conseqüència, va triar l'actor, Siyabonga Shibe, de Sud-àfrica.
La situació que es descriu a la pel·lícula és força poc freqüent, però legalment possible: després d'una detenció per una estada il·legal a Israel, una persona és deportada o algú pot pagar una fiança i donar un permís de treball.

## Repartiment
| Actor                     | Personatge         |
| ------------------------- | ------------------ |
| Siyabonga Melongisi Shibe | James              |
| Salim Daw                 | Shimi              |
| Arie Elias                | Salah              |
| Sandra Schonwald          | Rachel             |
| Hugh Masebenza            | Skomboze           |
| Florence Bloch            | Re'uma             |
| Ya'akov Ronen Morad       | oficial de policia |

## Premis
Va guanyar la Palmera d'Or a la XXIV edició de la Mostra de València Va obtenir nou nominacions als Premis Ofir 2003, incloent dos premis: Millor actor per Arieh Elias i Millor música per Ehud Banay.